# Liu Tianhua
Pour les articles homonymes, voir Liu.
 (décembre 2014).
Si vous disposez d'ouvrages ou d'articles de référence ou si vous connaissez des sites web de qualité traitant du thème abordé ici, merci de compléter l'article en donnant les références utiles à sa vérifiabilité et en les liant à la section « Notes et références ».
Liu Tianhua (chinois simplifié : 刘天华 ; chinois traditionnel : 劉天華 ; pinyin : Liú Tiānhuá), né le 4 février 1895 à Jiangyin (Jiangsu) et mort le 8 juin 1932 à Pékin de la scarlatine, est un musicien et un compositeur chinois, célèbre pour ses compositions pour l'erhu et le pipa. 

## Biographie
Frère du linguiste et poète Liu Bannong, il a contribué à la réforme de la musique traditionnelle chinoise et des instruments de musique folkloriques..

## Compositions
Erhu
- Bìng Zhōng Yín (病中吟), 1918
- Yuè Yè (月夜) (Moon night), 1924
- Kǔ Mèn Zhī Ōu (苦闷之讴), 1926
- Bēi Gē (悲歌) (Sad song), 1927
- Liáng Xiāo (良宵), 1928
- Xián Jū Yín (闲居吟), 1928
- Kōng Shān Niǎo Yǔ (空山鸟语), 1928
- Guāng Míng Xíng (光明行), 1931
- Dú Xián Cāo (独弦操), 1932
- Zhú Yĭng Yáo Hóng (烛影摇红), 1932
- Studies for Erhu No 1 - 47

Pipa
- Gē Wǔ Yǐn (歌舞引)
- Gǎi Jìn Cāo (改進操)
- Xū Lài (虛籟)